# Nuraghe S'Ortali 'e su Monti
Il nuraghe di S'Ortali 'e su Monti, o nuraghe San Salvatore, è un nuraghe a pianta complessa che si trova a Tortolì, nella Provincia dell'Ogliastra, in Sardegna.

## Descrizione
Il nuraghe ha un muro di cinta a pianta irregolarmente ellittica, non canonica, una torre centrale e torri laterali.
La torre centrale è stata scavata nel 2010, arrivando allo strato del periodo di costruzione (circa 1500 a.C.). Nella stratigrafia sono state rinvenute sepolture di epoca romana.
L'ingresso ha un architrave sormontato da una finestrella triangolare, con lo scopo di alleggerire il peso della muratura. Il blocco di architrave proviene dal reimpiego di un menhir, forse proveniente dall'allineamento (di cui ne residuano due) che insiste sulla vicina collina.
All'esterno della cinta muraria erano in passato state rinvenute alcune capanne nuragiche e, verso nord, un'area destinata all'immagazzinamento del grano, custodito in dieci silos. Molte delle capanne erano inoltre dotate di macine. Questo ritrovamento ha permesso di ipotizzare che la principale attività esercitata dagli abitanti del villaggio fosse la coltivazione del grano e la sua successiva lavorazione.
Nei pressi dell'area sacra neolitica della vicina collina gli abitanti del villaggio costruirono una tomba dei giganti per la sepoltura dei propri defunti. Nei pressi del nuraghe è presente anche una tomba a grotticella del neolitico recente (domus de janas)